# Cheiracanthium erraticum
De Cheiracanthium erraticum (tên tiếng Anh: heidezakspin) là một loài nhện trong họ Miturgidae.
Loài này thuộc chi Cheiracanthium. Cheiracanthium erraticum được Charles Athanase Walckenaer miêu tả năm 1802.

## Hình ảnh

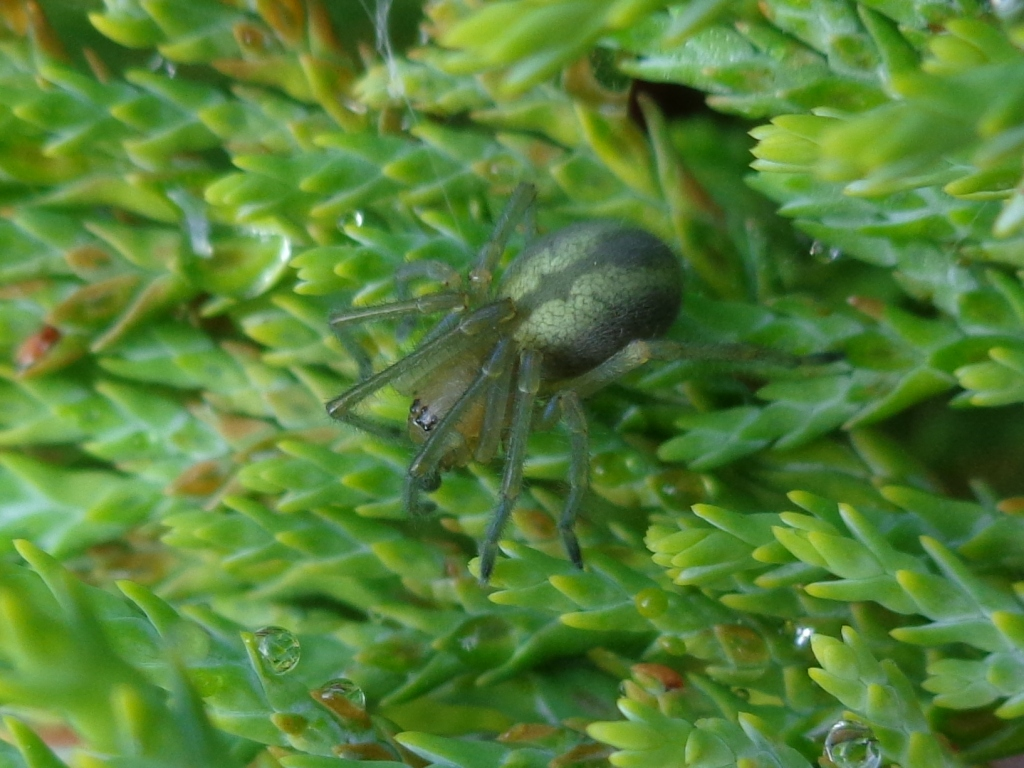